# Scopimera inflata
Scopimera inflata is een krabbensoort uit de familie van de Dotillidae. De wetenschappelijke naam van de soort werd in 1873 voor het eerst geldig gepubliceerd door Alphonse Milne-Edwards.